# Шебаново (Павлово-Посадский городской округ)
Шебаново — деревня в Московской области России. Входит в Павлово-Посадский городской округ. Население — 140 чел. (2010).

## Расположение
Деревня Шебаново расположена примерно в 16 км к югу от центра города Павловский Посад. Ближайшие населённые пункты — деревни Крупино, Лёвкино и Новозагарье.

## Население
| 1926 | 2002 | 2006 | 2010 |
| ---- | ---- | ---- | ---- |
| 719  | ↘160 | ↗161 | ↘140 |

Согласно Всероссийской переписи, в 2002 году в деревне проживало 160 человек (63 мужчины и 97 женщин). По данным на 2005 год в деревне проживал 161 человек.

## История
Деревня Шебаново ранее входила в состав волости Загарье. Упоминается в переписной книге 1646 года: «Шабанина, Шабаново тож, а в ней — 4 двора». К 1795 году в деревне насчитывалось уже 23 дома, проживало 115 мужчин и 127 женщин. Тогда владельцем деревни стал граф Сергей Петрович Румянцев.
В середине XIX века в деревне было 63 двора. В деревне находилась раскольничья часовня. В то время значительное число жителей деревни было занято кручением шёлка. Многие занимались медным промыслом. Во второй половине XIX века в деревне появились мастерские по пошиву картузов.
После Октябрьской революции часть жителей деревни принимала участие в восстании против советской власти 1918 года. По данным переписи 1926 года, в деревне проживало 719 человек (320 мужчин и 399 женщин). В 1929 году в деревне был организован колхоз.
С 2004 до 2017 гг. деревня входила в Аверкиевское сельское поселение Павлово-Посадского муниципального района.

## Инфраструктура
Деревня газифицирована, есть магазин. До райцентра ходят автобусы маршрута № 22. Воду жители деревни берут из колодцев, кроме того в деревне есть пруд.